# Cơ quan nhiếp ảnh độc lập Dementi
Cơ quan nhiếp ảnh độc lập Dementi (tiếng Ba Lan: Niezależna Agencja Fotograficzna Dementi) là nhóm các nhiếp ảnh gia Wrocław hình thành từ thời cộng sản 
Cơ quan được thành lập năm 1982 và hoạt động cho đến năm 1991  Nhiếp ảnh gia làm việc trong Cơ quan đã ghi lại sự kiện liên quan đến thiết quân luật và hoạt động của Công đoàn Đoàn kết. Các bức ảnh của Cơ quan được xuất bản ngoài tầm kiểm duyệt chính trị của nhà nước , chủ yếu trên các trang web thông tấn nước ngoài. Nhiếp ảnh gia của Cơ quan, Wojciech Wójcik, đã ghi lại khoảnh khắc vụ tai nạn vào ngày 31 tháng 8 năm 1982 tại Wrocław, trong đó chiếc xe tải ZOMO tông và đè qua Jarosław Hyk. Kể từ năm 1989, phóng viên của Cơ quan đã ghi lại các sự kiện liên quan đến sự sụp đổ của chủ nghĩa cộng sản trong khối xã hội chủ nghĩa ở Đông Âu. Sau khi hoạt động của cơ quan kết thúc vào năm 1991, các nhiếp ảnh gia của viện tham gia công việc trên các phương tiện truyền thông Ba Lan khác:
- Anna Łoś và Tomasz Kizny làm việc với tòa soạn Gazeta Wyborcza [2]
- Andrzej Zając là phóng viên ảnh của Gazeta Wrocławska
- Wojciech Wójcik là họa sĩ hoạt hình của series Włatcy Móch [3].

Ảnh của các phóng viên thuộc Cơ quan đã được giới thiệu tại nhiều cuộc triển lãm ở Ba Lan và nước ngoài. Năm 2007, các thành viên cũ của Cơ quan đã thành lập quỹ "NAF Dementi" . Mục tiêu của Quỹ là trình bày các bức ảnh lịch sử và đương đại do các phóng viên chụp được.
Khoảng tám nghìn bức ảnh được NAF Dementi chụp ở Trung tâm Ký ức và Tương lai ở Wrocław . Một vài bức ảnh được số hóa, phát triển và ở dạng phiên bản xem trước miễn phí trên trang web của Trung tâm: http://nafdementi.pamieciprzyszlosc.pl/ Lưu trữ ngày 6 tháng 3 năm 2016 tại Wayback Machine.